# Ланг, Вернер
Вернер Ланг (нем. Werner Lang; 23 марта 1922, Бермсгрюн — 17 июня 2013, Цвиккау) — немецкий автоконструктор и создатель немецкого автомобиля Trabant.

## Биография
Вернер Ланг родился 23 марта 1922 года в саксонском городке Бермсгрюн (земля Саксония).
В 1941 году был призван на военную службу. После окончания войны в 1945 году продолжил учёбу в Цвиккау и Хемнице и получил в 1949 году диплом инженера.
С 1949 года работал на заводе Horch, с 1951 года — его техническим директором. После объединения заводов Horch и Audi в 1958 году стал главным конструктором VEB Sachsenring Kraftfahrzeug- und Motorenwerk («Заксенринг») в Цвиккау.
В 1966 году защитил кандидатскую диссертацию в Техническом Университете в Дрездене. С 1970 по 1983 годы занимал должность директора по науке и технике и занимался модернизацией автомобиля Trabant.
Умер 17 июня 2013 года.
До конца жизни Вернер Ланг был активен, регулярно посещал встречи поклонников Трабант.